# Молодёжные банды Березников 1980-х годов

Молодежные банды Березников. Деление на районы.

Газета "Березниковский рабочий", 1983. Статья о подростковой преступности.

Около 1980 г. в городе Березники Пермской обл. образовались многочисленные группировки, состоящие из малолетних и несовершеннолетних лиц. Подростки Березников объединялись в молодёжные банды, которые носили имена, созвучные с номерами домов или названиями улиц, где проживали их члены. Банды начинали вести соперничество за территории в городе, устраивая массовые драки «стенка на стенку» с использованием самодельного оружия ударно-раздробляющего действия и огнестрельного оружия, которые нередко заканчивались смертельным исходом. Были случаи, когда для разгона дерущихся применялись подразделения местных воинских частей. Банды сформировались почти во всех микрорайонах Березников: часть школьников, которые становились свидетелями столкновений этих группировок, загорались желанием им подражать, чтобы укрепить своё влияние среди сверстников, и воспринимали стычки как нечто обыденное.
Одной из вероятных причин "березниковского феномена" являлось прямое железнодорожное сообщение с Казанью (поезд "Соликамск - Казань", проходящий через ст. Березники), и своеобразный "обмен опытом". Другая возможная причина - наличие в Березниках большого контингента "химиков", распространяющих "идеи" АУЕ среди молодежи. Основной причиной, по всей видимости, являлось "пробуксовывание" советской идеологии (несоответствие пропагандистской картинки и реальной жизни) в 1980-х годах.
Березниковские молодёжные банды отличались от группировок гопников из других городов наличием определённой ранговой структуры, масштабом своих действий и последствиями побоищ. Они нередко выясняли отношения в массовых драках, совершали иные преступления. Среди подобных березниковских группировок широко известны «Сотня» , «Сто двадцатые» , «Лесенка», «Пятак», «Мироеды», «Самоцветы» , «Маратовские», «Пентагон» , «7 квартал», «Шанхай», «Рудник», «Потьма» (ул. Потемина), «Горовские»  и другие. Большинство уличных банд прекратили своё существование с распадом СССР и коренным общественно-политическим переломом, некоторые из них "возвысились" и стали известными в Березниках ОПГ (например, "Сотня", будущая группировка «Уральцы»). В связи с обилием молодёжных банд Березники стали символом подростковой преступности областного масштаба, а город среди обывателей одно время именовался "Чикаго на Каме".

## Координаты некоторых объектов
"Лесенка":
59°24′02″ с. ш. 56°50′17″ в. д.
"Пентагон":
59°24′07″ с. ш. 56°50′54″ в. д.
"Самоцветы":
59°24′26″ с. ш. 56°50′30″ в. д.
Ул. Потемина: 
59°24′32″ с. ш. 56°50′29″ в. д.
Бывш. общежития "химиков" по ул. Миндовского, дома 1 и 3: 
59°25′16″ с. ш. 56°47′15″ в. д.
"Сотня":
59°24′02″ с. ш. 56°49′56″ в. д.
"Сто двадцатые":
59°23′51″ с. ш. 56°51′13″ в. д.